# Minin-Straße
Koordinaten: 56° 20′ N, 44° 1′ O

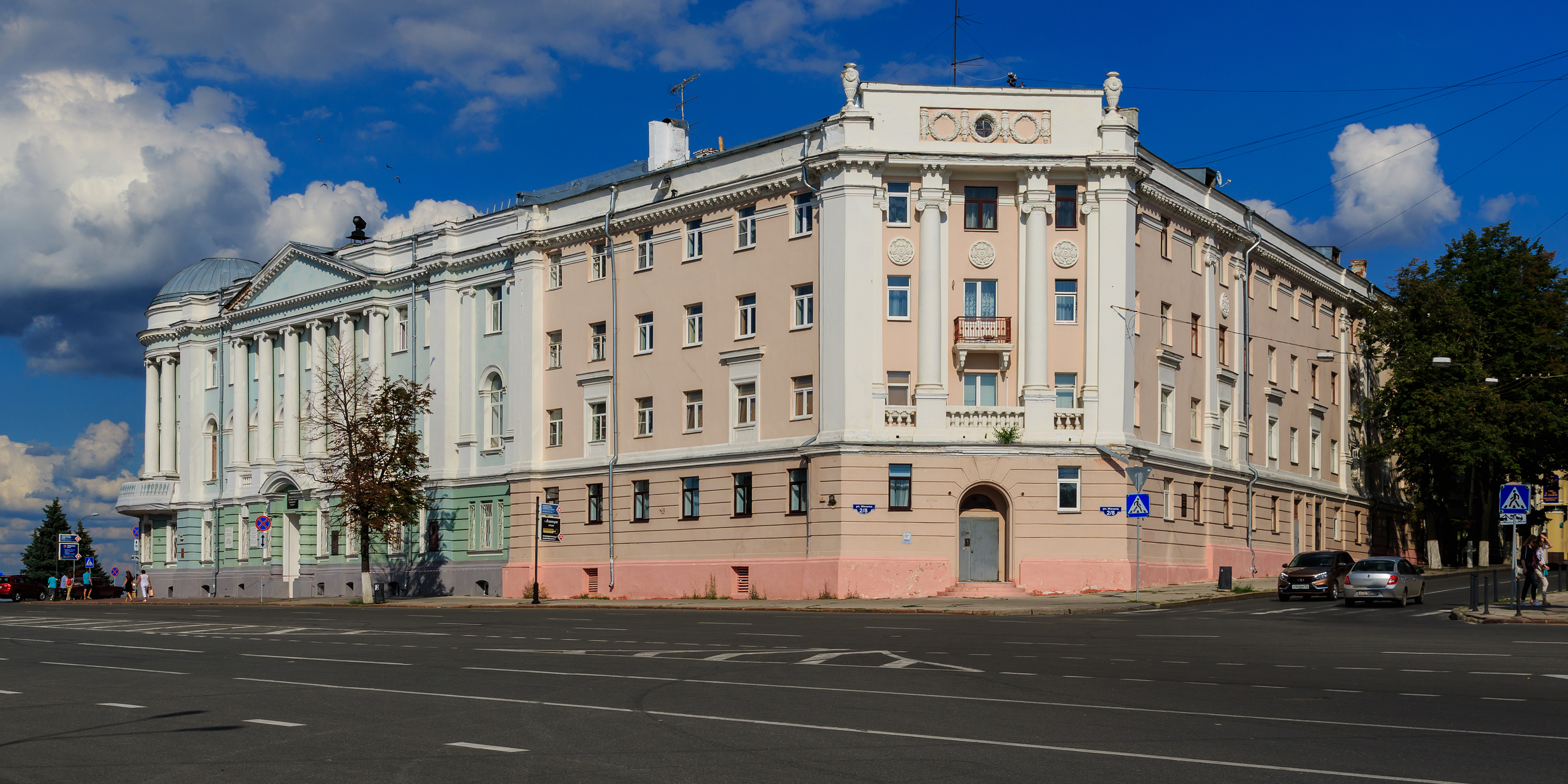
Minin-Straße 2–8

Die Minin-Straße (russisch Улица Минина) ist eine der ältesten Straßen im Stadtzentrum von Nischni Nowgorod. Die Straße verbindet zwei zentrale Plätze: den Minin-und-Poscharski-Platz und den Sennaja-Platz miteinander und besitzt einige Grünflächen. Die Länge beträgt circa 1,7 Kilometer. Die Straße ist ein wichtiger Verkehrsknotenpunkt der Stadt und daher gut an öffentliche und private Verkehrsmittel angebunden.

## Name und Geschichte
Im 17. Jahrhundert wohnten in dieser Straße die reichen Possad-Bürger Dmitri und Gawrila Schukowi, nach denen die Straße ihren ersten Namen bekam. In der Sowjetzeit wurde sie in «Uniwersitetskaja» (die Universitätenstraße) umbenannt, denn zu dieser Zeit wurden auf dieser Straße viele Hochschuleinrichtungen, darunter auch die Staatliche Technische R.-J.-Alexejew-Universität Nischni Nowgorod gebaut. Während des Zweiten Weltkrieges wurde die Straße nach dem Namen des Volkshelden Kusma Minin benannt, um die Moral der Bürger im Kampf gegen den Faschismus zu stärken. Bis ins 21. Jahrhundert konnte die historische Ausgestaltung der Straße bewahrt werden, denn es gibt dort bis heute keine Hochhäuser.

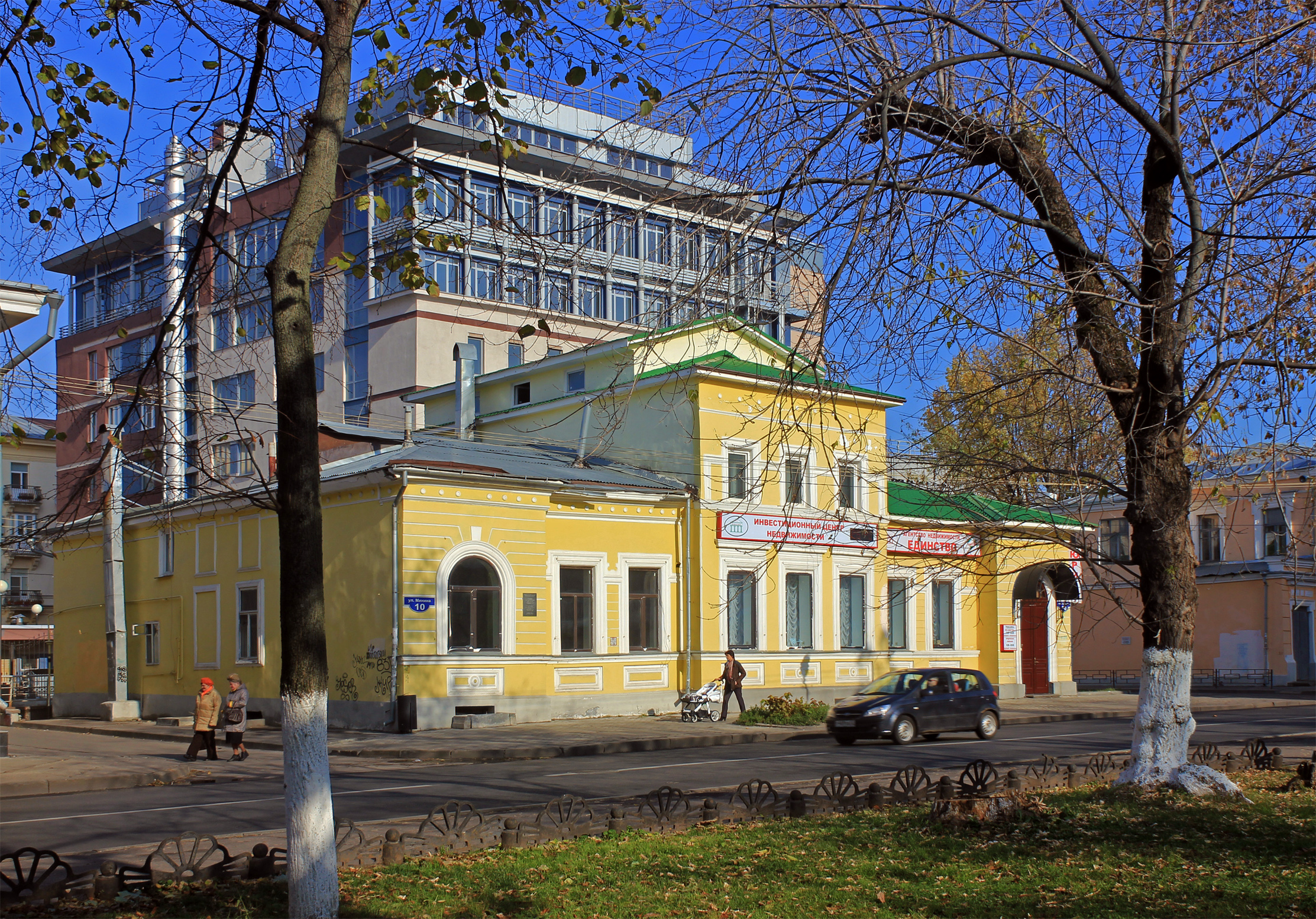
Minin-Straße 10

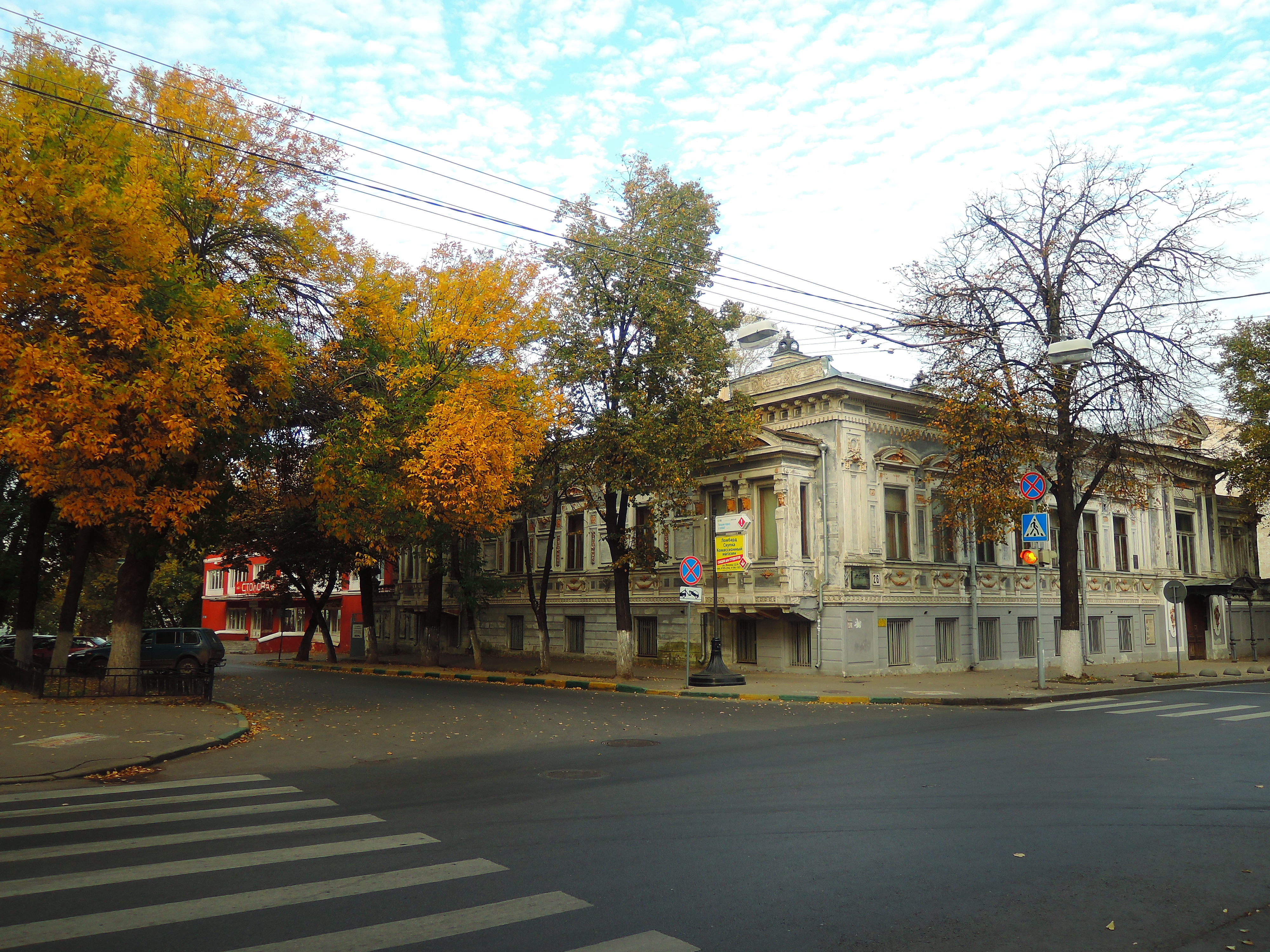
Minin-Straße 26

## Bekannte Gebäude
Im Haus № 1 (auch «Haus der Regierung» genannt) wohnten in der Sowjetzeit Prominente und hochstehende Persönlichkeiten der Stadt Gorkij, wie Nischni Nowgorod damals hieß. Das Haus wurde im Jahre 1937 vom Architekten Alexander Jakowlew gebaut und stellt heute ein schönes Beispiel der sogenannten «Stalin-Architektur» oder des «Sozialistischen Klassizismus» dar.
Das Haus № 4 entstand im Jahre 1851 und gehörte damals einer Kaufmannsfamilie. Das Gebäude ist deswegen merkenswert, weil 1885 dort das erste Fernsprechamt der Stadt eingerichtet wurde. Nebenan, im Haus № 6, befindet sich die städtische Abteilung des Schriftstellerverbands Russlands. Genauso wie das Nachbarhaus, gehörte das Gebäude im 19. Jahrhundert einer reichen Kaufmannsfamilie und ist heute immer noch mit schönen Dekorelementen (wie z. B. auf der alten Treppe) versehen. Das Gebäude № 8a, das heute einer der größten russischen Banken «VTB» gehört, wurde am Anfang des 20. Jahrhunderts für den reichen russischen Schiffseigentümer Dmitri Sirotkin gebaut. Im Haus hatte er unter anderem einen Betraum für Altgläubige mit ungewöhnlichen Wandmalereien eingerichtet. Ein Teil dieser einzigartigen Bemalungen wurde freigelegt und restauriert. Dies können heute aber nur Bankmitarbeiter genießen, da dieser Raum für die Öffentlichkeit nicht zugänglich ist. Nach der Oktoberrevolution wurde das Haus zu verschiedenen Zeiten unterschiedlich genutzt: als Kinderheim, als Museum des Atheismus und als Kunstschule.
Bemerkenswert ist das weiße Gebäude der Staatlichen Technischen R.-E.-Alekseew-Universität (Haus № 24, Gebäude № 3). 1852 wurde dort das Institut für höhere Töchter, die erste Bildungseinrichtung für Frauen in Nischni Nowgorod, eingerichtet.

## Museen
Das himmelblaue Haus № 26, früher die Villa von Warwara Burgomistrowa, ist eines der schönsten Gebäude der Stadt. Ende des 19. Jahrhunderts wurde hinter dem Haus ein Garten mit einer Laube, einem Brunnen, vielen Skulpturen und exotischen Blumen, Obst und Gemüsesorten angelegt, was heute schwer vorstellbar ist. Seit 1934 befindet sich in diesem Haus das Staatliche Maxim-Gorki-Literaturmuseum, in dem regelmäßig verschiedene Kulturveranstaltungen stattfinden.

## Bildungseinrichtungen
Auf der Minin-Straße befinden sich viele Hochschuleinrichtungen: die Staatliche Linguistische N.A. Dobroljubow-Universität, die Staatliche Technische R.-E.-Alekseew-Universität, die Staatliche Akademie für Wasserstraßenverkehr des Wolgagebiets.